# 能勢一男
能勢一男（のせ かずお、1905年11月18日 - 没年不明）は、大日本帝国のボート競技選手（ローイング競技選手）。1928年アムステルダムオリンピックに日本代表として出場した。

## 経歴
1905年11月18日、現在の東京都豊島区目白に生まれる。旧制栃木県立宇都宮中学校（現在の栃木県立宇都宮高等学校）を卒業後、1923年に明治大学商科に入学した。1924年に端艇部に入部し、四番手として活躍した。その技量を買われ、1928年に主将に就任する。同年に開催されたアムステルダムオリンピックに主将・二番手として出場し、整調手も務めた。海や大きな川がない宇都宮出身の人物がボート競技で活躍するのは当時珍しいことであった。また、インターカレッジ大会にも出場している。その後、東漕艇協会役員に就任した。1929年に明治大学を卒業し、三菱商事に入社して紫紺クラブに所属した。1933年時点では東京府王子区（現在の北区）岩淵町に居住していたが、1935年までに福島県若松市（現在の会津若松市）に転居している。1958年の段階では東京都世田谷区で出版業を営み、日本漕艇協会に所属していた。

## 人物
音楽を趣味としていた。